# Tục thờ chó
Tục thờ chó hay một số nơi biến thể là tục thờ chó đá là các hình thức tín ngưỡng thờ cúng loài chó (thông thường là chó nhà). Tục thờ chó khá phổ biến ở nhiều dân tộc trên thế giới, và có ở hầu khắp thần thoại các dân tộc ở Đông Nam Á lục địa. Ban đầu tục này được cho là xuất phát từ các dân tộc chăn nuôi gia súc khu vực Tây Nam Á, với vai trò canh giữ đàn gia súc. Sau đó những người di cư Ấn–Âu từ thời đồng thau đã mang vào Đông Á truyền thống chăn nuôi cùng với tín ngưỡng thờ con chó. Việc thờ chó xuất phát từ vai trò của con chó trong đời sống xã hội của con người.

## Vị thế tâm linh

### Thú giữ cửa

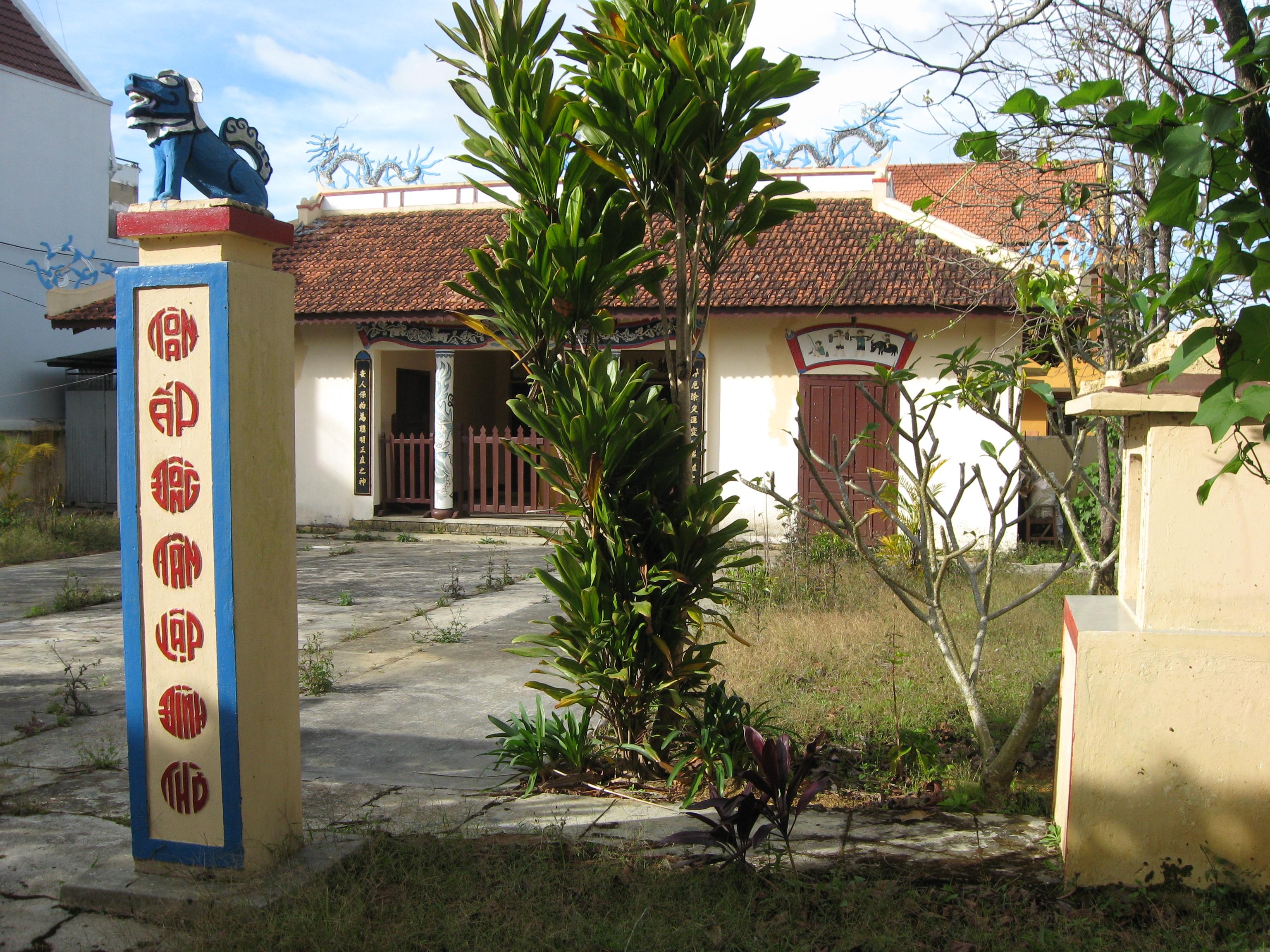
Tượng chó đá canh cửa tại Đình Cô Giang ở Đà Lạt, đây là ngôi đình thờ các linh vật thuần Việt gồm có hổ và chó và rồng Việt Nam

Ở Viễn Đông, con chó mang ý nghĩa biểu tượng là bạn gần gũi của con người và canh gác nhà cửa cho con người những cũng bị được xem như một con vật bẩn thỉu và đáng khinh. Ở Nhật Bản, chó là bạn trung thành của người, bảo hộ cho trẻ em và giảm nhẹ sự nhọc nhằn, đau đớn cho các sản phụ, chó (cùng với con khỉ) theo quan niệm của người Nhật là linh vật có khả năng khống chế đối với thủy quái gây ra động đất. Chó đá ở nông thôn Trung Hoa có chức năng canh giữ yêu quái vào làng, có làng mang tên làng Chó Đá, chó đá không có vai vế như thần Thổ Địa, không thấy thắp nhang, trẻ con có thể tuỳ tiện cưỡi lên lưng nó.

### Ông tổ chó

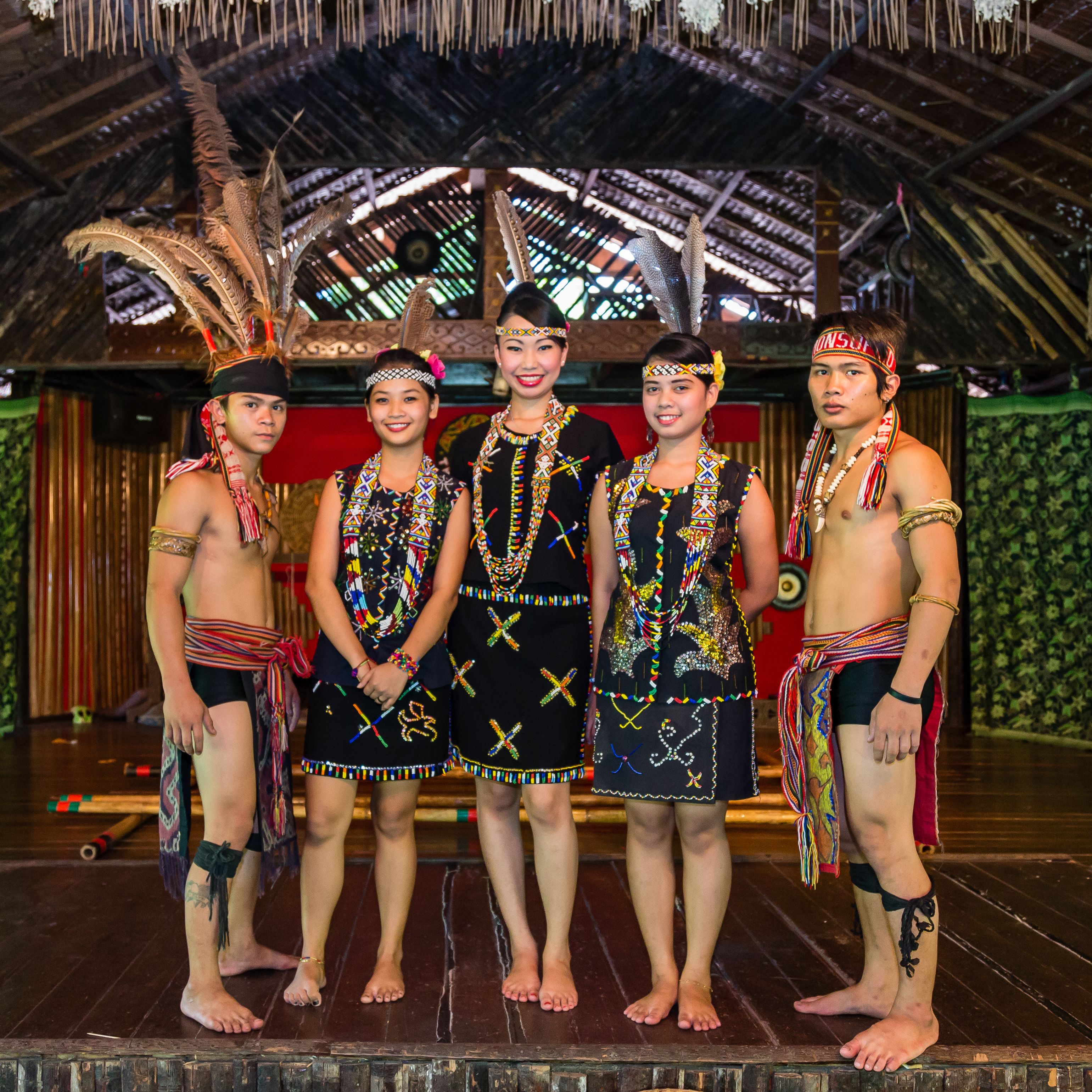
Người Murut tin rằng mình là hậu duệ của chó sau một cuộc loạn luân

Ở nhiều nơi, chó được xem là thủy tổ huyền thoại của con người, nó hay được xem như một thủy tổ hoặc một anh hùng hơi dâm dục và thông thường liên quan đến loạn luân. Người Murut ở bắc Bornéo, chó vừa là tổ phụ huyền thoại vừa là anh hùng khai hoá, là đứa con đầu lòng của quan hệ loạn luân giữa một người đàn ông với em gái duy nhất của mình sống sót sau một cuộc đại hồng thủy. Ở Mélanésie chó là thủy tổ của một trong bốn giai cấp xã hội. Chó là tổ phụ và biểu trưng của một số bộ tộc, có thể của chính người Hoa vì Bàn Cổ có thể trước đó là một con chó. Người Khuyển Nhung tự xưng tổ tiên là hai con chó trắng (Bạch Khuyển), sùng bái vật tổ chó trắng.

### Cõi âm ty
Huyền thoại ở nhiều nước trên thế giới đều liên kết với con chó với Thần Chết, với âm phủ, với hạ giới, với những vương quốc vô hình do các thần âm ty hay thái âm điều khiển. Chức năng huyền thoại đầu tiên của chó, được ghi nhận khắp nơi trên thế giới là chức năng dẫn hồn, dẫn dắt con người trong bóng đêm của cõi chết. Từ chó ngao Cerbère cho đến Thot, Hécate, Hermès, những nhân vật dẫn dắt linh hồn, ở mọi giai đoạn lịch sử văn hoá phương Tây đều mượn bộ mặt của chó. Ở các bộ tộc Đức cổ, có một con tên là Garm, chuyên gác lối vào Niflheim, vương quốc của những người chết. 

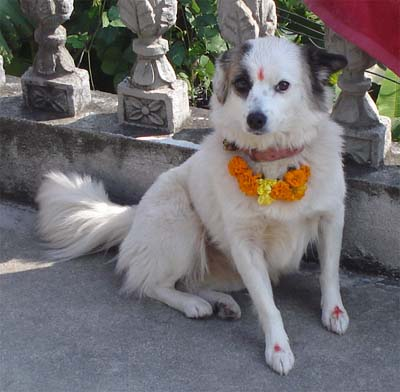
Một con chó được thờ sống ở Ấn Độ

Người Mêhicô cổ nuôi những con chó (như Xolotl) chuyên để làm bạn đồng hành và dẫn đường cho những người chết sang thế giới bên kia. Người ta chôn cùng người chết một con chó màu sư tử (màu lửa) để hộ vệ người quá cố. Tại Goatêmala, những người da đỏ Lacandon vẫn đặt ở bốn góc mộ của họ bốn tượng chó nhỏ bằng lá cọ. Chòm sao thứ 13 và là cuối cùng trong chòm sao Hoàng đạo Mêhicô là chòm sao Chó, nó dẫn dắt đến những ý niệm về sự chết, sự cáo chung, về thế giới dưới đất nhưng đồng thời cũng về sự khởi đầu, sự đổi mới.
Ở Xibia (Nga), người Gold bao giờ cũng chôn người chết cùng với con chó của người ấy. Tại Iran và Bactriane (Đại Hạ), người ta phó mặc chó cho những người chết, người già và những người mắc bệnh. Ở Bombay Ấn Độ, những người Parsi đặt một chó bên cạnh những người sắp chết, để cho người và chó nhìn vào mắt nhau. Khi một người đàn bà ở cữ chết, người ta đưa ra không phải một mà là hai con chó.